# Jakiri
Jakiri is een stad gelegen in de Sud-Ouest provincie, in het westen van Kameroen. De stad is gelegen in het departement Bui